# Karl-Robert Ameln
Karl-Robert Ameln (Estocolmo, 4 de septiembre de 1919-Estocolmo, 1 de abril de 2016) fue un deportista sueco que compitió en vela en la clase 6 Metre. Participó en dos Juegos Olímpicos de Verano en los años 1948 y 1952, obteniendo una medalla de bronce en Londres 1948 en la clase 6 Metre.

## Palmarés internacional
| Juegos Olímpicos | Juegos Olímpicos      | Juegos Olímpicos  | Juegos Olímpicos |
| Año              | Lugar                 | Medalla           | Clase            |
| ---------------- | --------------------- | ----------------- | ---------------- |
| 1948             | Londres (Reino Unido) | Medalla de bronce | 6 Metre          |